# AS Lössi
AS Lössi là một câu lạc bộ bóng đá Nouvelle-Calédonie đang thi đấu ở cấp độ cao nhất. Đội bóng đến từ Nouméa và sân nhà là Stade Numa-Daly.

## Thành tích
- Cúp bóng đá Nouvelle-Calédonie: 2

2007, 2012

## Câu lạc bộ ở bóng đá Pháp
- Cúp bóng đá Pháp: 2 lần tham gia

2007–08
2012–13